# Национални правни часопис
Национални правни часопис (енгл. The National Law Journal) амерички је периодични часопис основан 1978. године од стране Џерија Финкелстина, који је пре тога био "братски часопис" Њујоршког правног часописа основаног 1888. године.
Национални правни часопис извештава правне информације од националног значаја за адвокате, укључујући одлуке савезне пороте, пресуде, колумне стручњака, покривање законских питања и правне вести из бизниса и правног сектора. Сваких неколико године Национални правни часопис саставља и објављује листу "100 најутицајнијих правника у Америци".
Национални правни часопис је у власништву америчких адвокатских медија АМЛ.